# José Luis Mangieri
José Luis Mangieri (Buenos Aires, 14 de diciembre de 1924 - 1 de noviembre de 2008) fue un poeta y editor argentino.

## Biografía
Se afilió al Partido Comunista en 1953, trabajando como coordinador de la revista del Instituto Argentino-Soviético hasta 1959, fecha en que, con otros intelectuales (Juan Carlos Portantiero, Juan Gelman, Andrés Rivera, etc.) fue expulsado del PC. 
Publicó más de ochocientos títulos originales en las tres principales editoriales que tuvo (La Rosa Blindada, Ediciones Caldén y Libros de Tierra Firme) de escritores argentinos e internacionales del siglo XX, como Pablo Neruda, Julio Cortázar y Nicolás Guillén, Yves Montand, Bertolt Brecht. En el momento de represión política también purblicó obras de Antonio Gramsci, Võ Nguyên Giáp, Hồ Chí Minh, Mao Zedong y Ernesto Guevara.[cita requerida]

## Editor
Junto con Carlos Alberto Brocato creó en 1962 la editorial Ediciones Horizonte, que luego tomó el nombre definitivo de La Rosa Blindada, en homenaje al libro de Raúl González Tuñón. Bajo el gobierno de facto de José María Guido, fue detenido y encarcelado junto a otros personajes de izquierda vinculados a la cultura como Osvaldo Bayer y Juan Gelman.
"La Rosa Blindada", además de sello editorial, fue una revista, en cuyo comité editorial se destacaron algunos de los más importantes referentes de la izquierda de la década de 1966. Con el advenimiento del gobierno militar del general Juan Carlos Onganía, editorial y revista cesaron sus funciones.
Con posterioridad a la dictadura militar del general Videla,  a comienzos de los años 1980, Mangieri retomó su labor como editor con Libros de Tierra Firme, y desde la colección Todos Bailan difundió obras de Raúl González Tuñón, Raúl Gustavo Aguirre, Leopoldo Marechal, Juan Gelman, Francisco Madariaga, Raúl Gustavo Aguirre, Joaquín Giannuzzi, Leónidas Lamborghini, Luisa Futoransky, Alberto Szpunberg, Diana Bellessi, Jorge Aulicino, Daniel Freidemberg, Irene Gruss, Jorge Fondebrider y Fabián Casas. El catálogo superó los trescientos cincuenta títulos. 
También se dedicó a través de la colección Personae a la difusión de grandes autores contemporáneos de otras latitudes. Es en ese sentido que deben leerse sus antologías de la poesía francesa, irlandesa, catalana y colombiana contemporáneas, así como los numerosos autores chilenos, venezolanos, franceses y españoles publicados en los últimos años. 
En otro orden de cosas, y retomando también su vieja pasión por la política, con el remozado sello editorial La Rosa Blindada publicó textos de y sobre John William Cooke o Rodolfo Walsh. 

## Obras
Ha escrito los libros de poesía Veinte poemas y un títere y Poemas del amor y la guerra. A modo de testimonio, Karina Barrozo y Hernán Casabella lo entrevistaron para su libro Es rigurosamente cierto. Publicó más de 300 libros de poesía. El sello también cuenta con una colección de poesía extranjera y una colección de narrativa. Hace un par de años reeditó el sello editorial La Rosa Blindada con títulos sobre John William Cooke, El Cordobazo, La huelga general del ‘36, Las memorias de un ferroviario.

## Premios
En 2004 recibió una Mención Especial del Premio Konex por su aporte a las Letras.
En 2008 fue nombrado Cuidado Ilustre por el Concejo Deliberante de la Ciudad Autónoma de Buenos Aires.